# Radio Jade

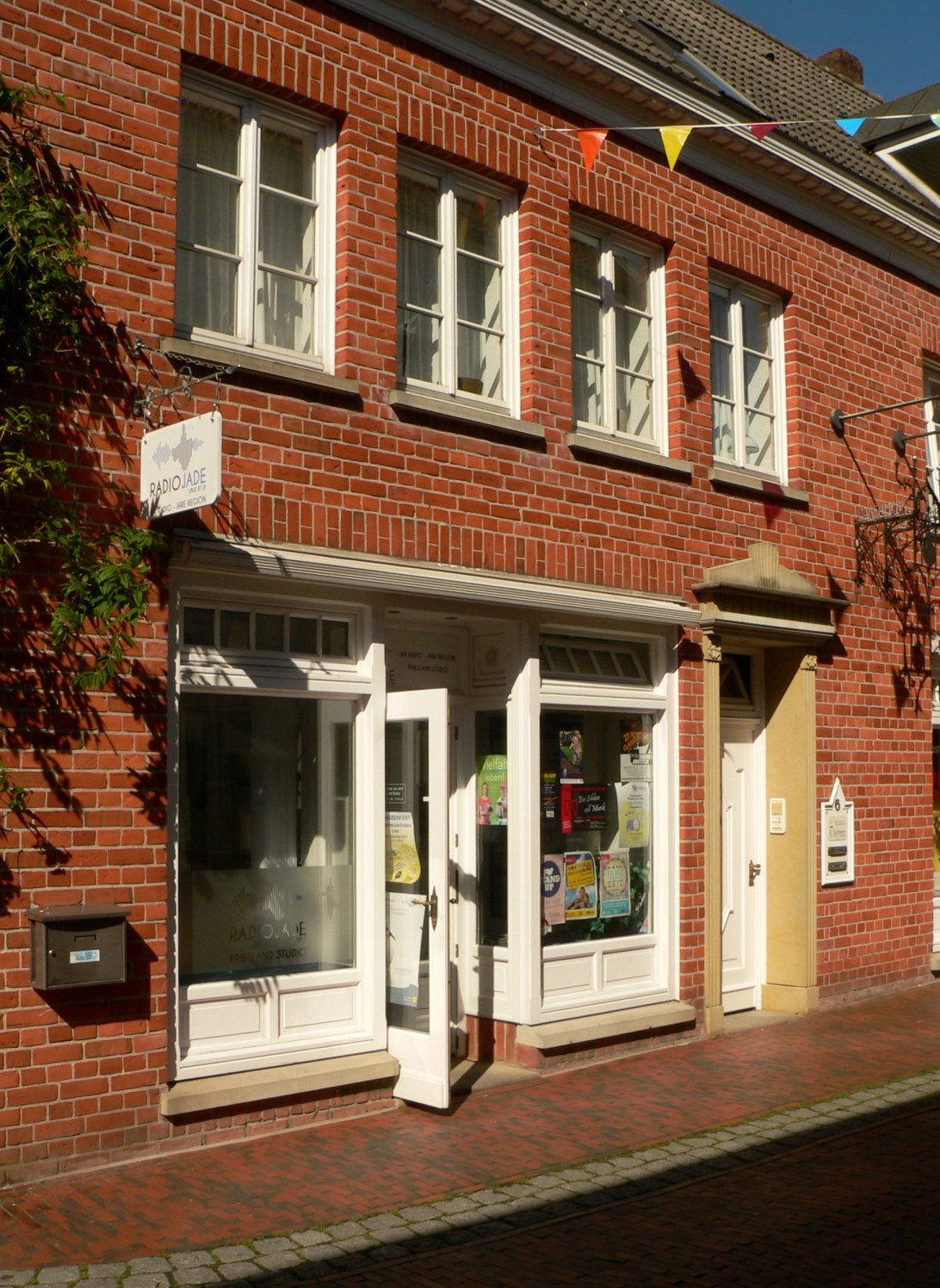
Ehemaliges Radio Jade-Studio in Jever

Radio Jade ist eines von 15 nichtkommerziellen, niedersächsischen Bürgerradios. Radio Jade ging aus dem Piratensender Radio Überleben hervor. Das Studio befindet sich in der Peterstraße der Stadt Wilhelmshaven.

## Geschichte
Am 22. April 1992 sendete der Piratensender Radio Überleben zum ersten Mal ein kurzes Programm. Der illegale Sender setzte sich zum großen Teil aus Mitarbeiter des kurz vor der Schließung stehenden AEG-Olympia-Werkes in Roffhausen bei Wilhelmshaven zusammen. Ihr Ziel war die Erhaltung der Arbeitsplätze in der strukturschwachen Region. Ein Jahr sendete Radio Überleben fast jeden Mittwoch eine Viertel- bis halbe Stunde. Die Übertragung wurde des Öfteren vorzeitig abgebrochen, da der Funkmessdienst der Deutschen Bundespost nach dem Senderstandort fahndete.
Als das niedersächsische Landesrundfunkgesetz (LRG) am 9. November 1993 in Kraft trat, erhob der Piratensender offiziell den Anspruch, in Wilhelmshaven und Friesland Rundfunk zu betreiben. Am 2. Februar 1995 gründete sich der Trägerverein Radio Jade Lokalrundfunk e. V. und noch im selben Jahr wurde Wilhelmshaven/Friesland eines von sechs Gebieten in Niedersachsen, in denen der nichtkommerzielle Lokalfunk auf Sendung ging. Radio Jade setzte sich gegen zwei Mitbewerber durch und erhielt am 10. September 1996 von der Niedersächsischen Landesmedienanstalt (NLM) die Rundfunklizenz. Nach dem Aufbau der erforderlichen Infrastruktur für den Sendebetrieb und die Redaktionsarbeit, ging der Sender am 30. August 1997 auf Sendung.
Der Sender wird vom Radio Jade Lokalrundfunk e. V. betrieben, der im Vereinsregister des Amtsgerichts Oldenburg eingetragen ist. Derzeit (2020) besteht der Verein aus 9 fest angestellten, 10 freien und 39 ehrenamtlichen Mitarbeitenden. Zudem senden Studierende der Jade Hochschule im Bürderfunk aus dem Radio Jade Studio das Studentenradio CampusLife. Alle bisher ausgebildeten Volontäre haben nach erfolgreichem Abschluss als Moderatoren und Redakteure bei Rundfunkanstalten ihre Karriere fortsetzen können.
Seit dem Bestehen waren über 650 Praktikanten beim Sender tätig. Dabei erlangten viele Jugendliche und auch Erwachsene aus der Region Medienkompetenz. Dazu bietet der Sender Seminare in Moderation und Studiotechnik an. Bis 2010 wurde Radio Jade vier Mal mit dem Rundfunkpreis der NLM ausgezeichnet. Im Dezember 2011 folgte die fünfte Auszeichnung durch die NLM.
Von 1996 bis Anfang 2013 war Michael Diers geschäftsführender Redaktionsleiter. Seine Nachfolge in der Redaktionsleitung trat Katharina Guleikoff an. Diers bleibt auch nach seinem Wechsel als neuer Geschäftsführer der Wilhelmshavener Touristik & Freizeit GmbH bis 2014 Geschäftsführer von Radio Jade. Als Geschäftsführer folgen Katharina Guleikoff und Michael Konken. Seit Anfang 2018 ist Karsten Hoeft Geschäftsführer des Trägers Radio Jade Rundfunkgesellschaft gGmbH. Vorsitzender des rund 200 Mitglieder zählenden Mehrheitsgesellschafters und ehemaligem Trägerverein Radio Jade Lokalrundfunk e. V. ist Wolfgang Willig. 2020 erhielt Radio Jade erneut die Rundfunklizenz der Landesmedienanstalt. Durch die Entscheidung der NLM darf der Sender bis zum 31. März 2031 auf der UKW-Frequenz 87,8 MHz senden.

## Programm

### Redaktionelles Programm

#### Chronik der Woche
Die Chronik der Woche fasst die wichtigsten Themen einer Woche zusammen. Hier erfahren die Hörerinnen und Hörer in zwei Stunden was Wilhelmshaven und Friesland in dieser Woche bewegt hat.

#### Moin Moin von 6 bis 9
Das Radio Jade Frühschicht Team sendet bereits am frühen Morgen die wichtigsten Informationen des Tages egal ob regional oder weltweit.

#### Das Vormittagsprogramm
Das Vormittagsprogramm wird werktags von Montag bis Freitag von 9 bis 13 Uhr gesendet. Hier gibt es den Radio Jade Musikmix mit Service-Themen und Nachrichten.

#### Mathe in der 4. Stunde
Montags, mittwochs und freitags gibt es in Zusammenarbeit mit dem Neuen Gymnasium Wilhelmshaven auf der 87,8 zwischen 11 und 12 Uhr kurze mathematische Einheiten von Wiebke Endres, Mathelehrerin des NGW.

#### JadeEcho
Das Nachmittagsprogramm des Senders läuft Montag bis Freitag, von 13.05 bis 17.00 Uhr. Hier bekommen Hörerinnen und Hörer Informationen zu aktuellen Themen, Veranstaltungstipps, Klatsch und Tratsch, Kurioses sowie Gewinnspiele. Das JadeEcho beinhaltet überwiegend lockere Themen. An Dienstagen kommt im JadeEcho ab 15 Uhr das Format JadeBay. In dieser Wirtschaftssendung kommen auch regionale Wirtschaftsvertreter live zu Wort. Die JadeBay GmbH Entwicklungsgesellschaft und Radio Jade haben eine gemeinsame Wirtschaftssendung ins Leben gerufen. Seit dem 18. November 2011 wird gemeinsam mit Partnern in der Region über gemeinsame Projekte sowie die wirtschaftliche Entwicklung in Wilhelmshaven, Friesland und Wittmund berichtet und diskutiert.

#### Direkt – Regionalmagazin
In diesem Magazin laufen Interviews, Berichte und Reportagen zu regionalen Themen aus den Bereichen Politik, Wirtschaft, Kultur, Umwelt, Soziales und Bildung unmittelbar aus der Senderegion – Wilhelmshaven, Friesland, Ostfriesland, das Ammerland und Oldenburg. Von Montag bis Freitag läuft Direkt von 17.05 bis 18.00 Uhr.

### Bürgerfunk
Der Bürgerfunk von Radio Jade setzt sich aus verschiedenen Beiträgen und Sendungen unserer Bürgerinnen und Bürgern zusammen, die sich für eine Mitgestaltung des Programms von Radio Jade entschieden haben. Der Sender schult Bürger, die gerne den Bürgerfunk aktiv mitgestalten wollen. Die Schulungen dienen dem Zweck, Bürgern Medienkompetenz zu vermitteln, die für die Gestaltung einer eigenen Radiosendung im Bürgerfunk notwendig sind. Das bezieht sowohl die inhaltlichen, technischen als auch rechtlichen Voraussetzungen mit ein, die für die Gestaltung von Themen-, Unterhaltungs-, Informations- oder Musiksendungen notwendig sind.

## Finanzierung
Radio Jade ist ein nichtkommerzielles Lokalradio (NKL), das heißt Werbung und Sponsoring im Programm sind nicht zulässig. Der Sendebetrieb wird zum Großteil aus den Rundfunkgebühren Niedersachsens finanziert. Von der NLM erhält Radio Jade, wie alle anderen Bürgerradios Niedersachsens, jährlich 281.300 Euro anteilige Rundfunkgebühren. Bei einem Jahreshaushalt von über 400.000 Euro, ist der Sender gezwungen zusätzlich 120.000 Euro durch Eigenleistung und Spenden zu erwirtschaften. Da die Landesregierung 15 Bürgermedien in Niedersachsen lizenziert hat, erwartet sie von den Kommunen eine finanzielle Unterstützung. Bedeutung und auch der Standortfaktor werden als Grund für die kommunale Förderung genannt. Alle Kommunen in Niedersachsen unterstützen somit ihren Bürgersender, bis auf Wilhelmshaven und Friesland.

## Sendevolumen
Das Sendevolumen beträgt 109 Stunden (davon 73 Stunden im redaktionellen und 36 Stunden im offenen Sendebereich) pro Woche bei 365 Sendetagen pro Jahr. Damit gehört Radio Jade zu den stärksten Lokalsendern in Niedersachsen.

## Frequenzen
Radio Jade ist über Antenne im Sendegebiet Wilhelmshaven/Friesland auf UKW 87,8 zu empfangen oder über Kabel auf 89,45 MHz (Wilhelmshaven/Friesland) und 94,15 MHz (Ostfriesland).
Seit Mitte 2006 ist Radio Jade auch im Internet als Livestream hörbar.